# Скарлат, Кристина
Кристина Скарлат (рум. Cristina Scarlat; род. 3 марта 1981 года, Кишинёв, МССР, СССР) — молдавская певица, представившая Молдову на конкурсе песни Евровидение 2014, с песней «Wild Soul».. Мастер искусств Молдавии (2023).

## Биография
Окончила музыкальную школу по классам скрипка и фортепиано, дирижёрское хоровое отделение музыкального училища им. Штефана Нягэ, Молдавскую консерваторию по специальности эстрадное и джазовое пение (2006).
Некоторое время работала в эстрадно-вокальной студии «STAR-TY» педагогом по вокалу.
Исполняет песни на молдавском (румынском), русском и английском языках.
Достижения: победа на республиканском конкурсе романсов «Серебряная Хризантема», призовые места на фестивалях «Золотой шлягер» и (Могилёв) и «Славянская звезда» (г. Орел), третье место на конкурсе «Славянский базар» (г. Витебск).